# 2886 Tinkaping
2886 Tinkaping è un asteroide della fascia principale. Scoperto nel 1965, presenta un'orbita caratterizzata da un semiasse maggiore pari a 2,3673315 UA e da un'eccentricità di 0,1538639, inclinata di 1,30807° rispetto all'eclittica.